# 金同成商行
22°59′45″N 120°11′59″E / 22.995943°N 120.199721°E

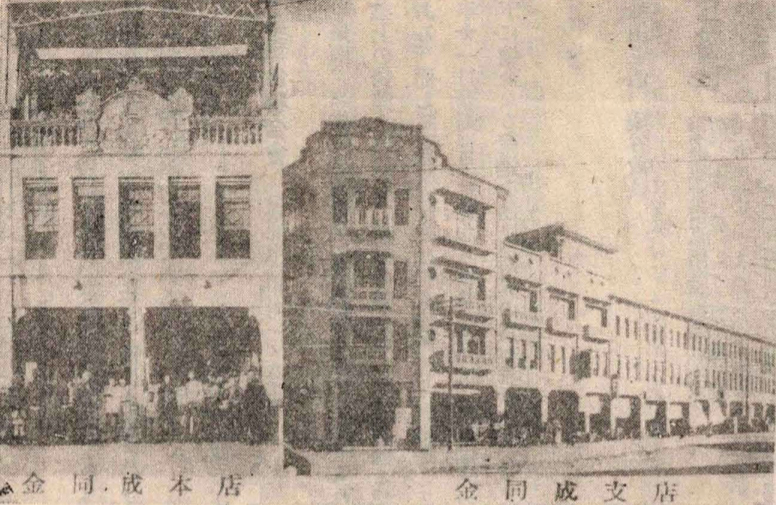
金同成商行

金同成商行為成立於日治時期台南市的一家商行，由邱天賜在1908年所創立，其支店的建築群至今仍位在中西區的西門路與民權路口。

## 介紹
邱天賜最初在外宮後街（今 宮後街）創立了金同成百貨商店，經營和洋雜貨批發生意，1920年在本町四丁目設立金同成商店本店，為一棟兩層樓的街屋建築。邱氏於1933年在本店斜對面的街角設立了金同成商店支店，並同時興建了二十連棟街屋，於1940年完工。
在二戰期間，邱家避走至西港，而金同成本店的建築在1945年3月1日的二戰空襲中完全被美軍炸毀，支店的建築群則是輕微受損，在稍微修葺後仍繼續使用至今。